# Robert Yates (Politiker)
Robert Yates (geboren am 27. Januar 1738 in Schenectady, Provinz New York; gestorben am 9. September 1801 in Albany, New York) war ein amerikanischer Jurist und Politiker. Bei der Philadelphia Convention trat er 1787 als Anti-Föderalist hervor. Von 1777 bis 1798 war er Richter am Obersten Gerichtshof des Staates New York, die letzten acht Jahre davon Oberster Richter.

## Leben
Yates stammte aus einer mittelständischen Familie in Albany. Ab 1754 studierte er bei William Livingston Recht und wurde 1760 als Anwalt zugelassen. In den folgenden Jahren praktizierte er in Albany, wo er auch städtische Ämter innehatte. Mit der Radikalisierung der amerikanischen Unabhängigkeitsbewegung wurde er einer ihrer prominentesten Akteure im Staat New York. Unter dem Pseudonym The Rough Hewer veröffentlichte er während des Krieges einige patriotische Essays, die große Beachtung fanden. 1775–77 war er Abgeordneter im revolutionären Kongress von New York und 1777 eines der 13 Mitglieder des Verfassungskonvents des Staates. 1777 wurde er auch zum Richter am Obersten Gerichtshof des Staates ernannt, dem er 21 Jahre angehören sollte.
Als sich nach Ende des Krieges die Debatte um die Revision der Konföderationsartikel entfachte und schließlich zur Ausbildung eines Zweiparteiensystems führte, trat Yates als Verfechter der Souveränität der Einzelstaaten gegenüber der von den Föderalisten vorgesehenen starken Zentralregierung hervor. Als einer von drei Abgeordneten neben John Lansing und Alexander Hamilton vertrat er New York im Sommer 1787 bei der Philadelphia Convention, in der die neue Bundesverfassung ausgearbeitet wurde. Gemeinsam mit den ebenfalls antiföderalistisch gesinnten Lansing überstimmte er den Erzföderalisten Hamilton bei jeder Abstimmung und schrieb auch einen Brief an Gouverneur George Clinton, in dem sie ihre Gegnerschaft zum Verfassungsentwurf erklärten. Noch vor dem Ende des Konvents verließ er Philadelphia, um gegen die Ratifizierung der Verfassung in New York Stimmung zu machen. Es gilt als wahrscheinlich, dass Yates der Autor einer Reihe von Artikeln ist, die unter dem Pseudonym Brutus 1787–88 in der Tageszeitung New York Journal erschienen. Sie werden bis heute häufig in Anthologien zur anti-föderalistischen Literatur gedruckt, die den Gegenstandpunkt zu Madisons und Hamiltons Federalist Papers illustrieren. Auf der ratifizierenden Versammlung des Staates in Poughkeepsie trat er jedoch aus unbekannten Gründen kaum als Redner hervor.
Nachdem New York die Verfassung gegen alle Widerstände ratifiziert hatte, wurde Yates mit wechselnden Allianzen in der Parteipolitik aktiv. 1789 trat er für die Föderalisten, die er noch kurz zuvor so heftig bekämpft hatte, bei der New Yorker Gouverneurswahl an. Für die Föderalisten schien er ein vielversprechender Kandidat, gerade weil er mit keiner der großgrundbesitzenden Familien wie den Clintons verwandtschaftlich verbunden war, die die New Yorker Politik in beiden politischen Lagern beherrschten und somit Wähler ansprechen konnte, die mit dieser Oligarchie unzufrieden waren. Unterstützt wurde er dabei nicht nur von Alexander Hamilton, dem politischen Führer der Föderalisten in New York wie landesweit, sondern auch von Antiföderalisten wie Aaron Burr. Die Wahl verlor er nur knapp gegen den langjährigen Amtsinhaber Clinton. 1795 bewarb er sich wiederum um das Gouverneursamt, diesmal jedoch für die anti-föderalistische Demokratisch-Republikanische Partei. Dieses Mal verlor er deutlich gegen John Jay.